# Варженевские
Варженевские — дворяне конца XIX века.
- Варженевский, Александр Иванович (28 (17) марта 1788 года — 22 (10) июня 1878 года) — генерал-майор в отставке, похоронен в Колоцком монастыре; его жена с 1822 года — Елизавета Гавриловна (урожд. Дедерева). В Можайском уезде Московской губернии владели селом Ильинское.
  - Варженевский, Александр Александрович — майор (31 (13) марта 1823 года[1] — 10 декабря (28 ноября) 1893 года[2]), Медынский депутат.
  - Варженевский, Константин Александрович (1825[1] — ?) — гвардии полковник в отставке; с 1853 года был женат на дочери генерал-майора Ганичева, Александре Петровне. Были помещиками Московской, Калужской и Костромской губерний (789 душ).
    - Варженевский, Алексей Константинович (1855[1] — не ранее 1917) — Можайский уездный предводитель дворянства, затем тайный советник и член Государственного совета.

  - Варженевский, Иван Александрович (9 сентября (28 августа) 1826 года — 27 (14) января 1901 года) — крестник императора Николая I, помещик Гжатского уезда Смоленской губернии.
  - Варженевский, Гаврила Александрович  (1828[1] — 1891) — гвардии подполковник, Можайский земский исправник; жена — внучка архитектора О. И. Бове, Евдокия (1848—1887).
    - Варженевский, Сергей Гаврилович — Можайский депутат (1897 — 1907), владелец села Ильинское.